# Josef Sakař (architekt)
Josef Sakař (7. prosinec 1856, Libeň – 15. leden 1936 Praha-Nové Město) byl český architekt, urbanista, stavitel a stavební rada.

## Život
Studovat začal původně strojnictví na pražské Polytechnice, před rokem 1877 přešel na stavební odbor. Studium zakončil v roce 1880 v ateliéru architekta Josefa Zítka. Absolvoval studiijní pobyt ve Florencii a v Římě. V letech 1882–1885 se podílel na obnově Národního divadla po požáru. Začátkem roku 1888 se stal stavitelem a tuto živnost provozoval do roku 1899. Poté byl stavebním radou. V roce 1912 byl jmenován mimořádným členem České akademie věd a umění. V roce 1912 mu byl též udělen čestný titul doktora technických věd (Dr.h.c.) Českého vysokého učení technického v Praze .

## Dílo

### Urbanismus
- zastavovací plán Malé Strany, 1900
- zastavovací plán Starého Města, 1901

### Architektura (výběr)
- obecná a měšťanská škola na Riegrově, dnes Lyčkově náměstí v Karlíně (realizace 1904-1906)[5]
- nájemní dům s obchody a tiskárnou, Praha 1 - Nové Město, č.p. 838, Václavské náměstí 9, projekt 1911, realizace 1913
- konvent křižovníků s červenou hvězdou, Praha 1 - Staré Město, č.p. 191, Křižovnické náměstí 3, Křižovnická 1, Platnéřská 2, 4, 6, projekt 1908–1910, realizace 1909–1912, novobarokní novostavba na místě původních budov zbořených v roce 1909, průčelí obsahuje i secesní motivy
- vyšehradský hřbitov, dokončení arkád, započatých Antonínem Wiehlem, 1915
- budova Filozofické fakulty Univerzity Karlovy, Praha 1 - Josefov, č.p. 1, Náměstí Jana Palacha 2, Kaprova 1, Široká 2, Valentinská 13, 1924–1930
- tiskárenský dům, Praha 1 - Nové Město č.p. 943, Růžová 6, projekt 1924, realizace 1926–1928
- 1930–32 podílel se na projektu budovy České eskomptní banky, Praha 1-Staré Město, č. p. 969, Na příkopě 33 a 35, Celetná 40, novoklasicistní bankovní palác – dnes sídlo Komerční banky. Spoluautoři: Karl Jaray, Rudolf Hildebrand, Ernst Gotthilf, Alexander Neumann[6][7]

## Galerie

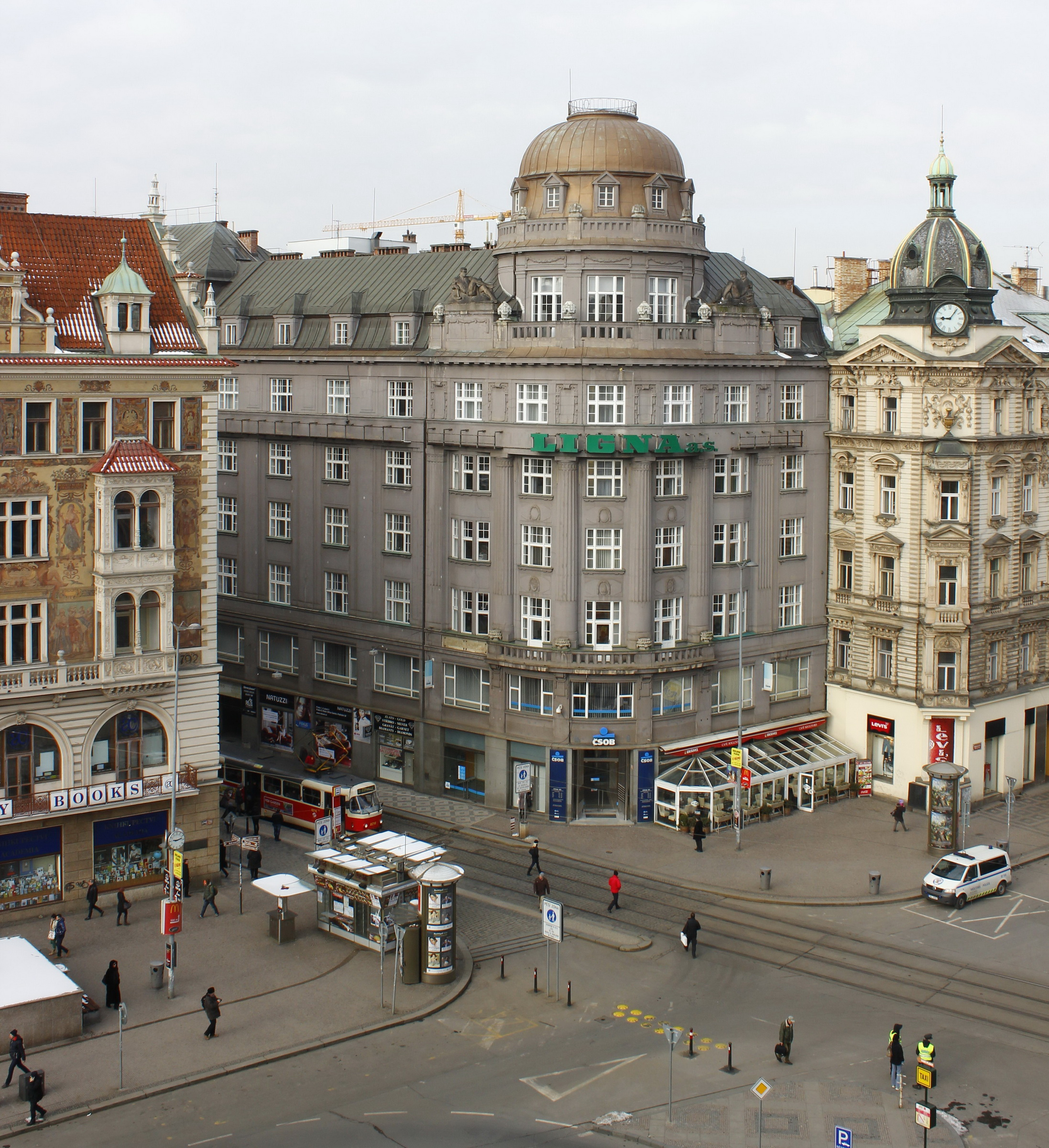
Osvald Polívka, Josef Sakař: Bývalá Česká banka, 1913–1916
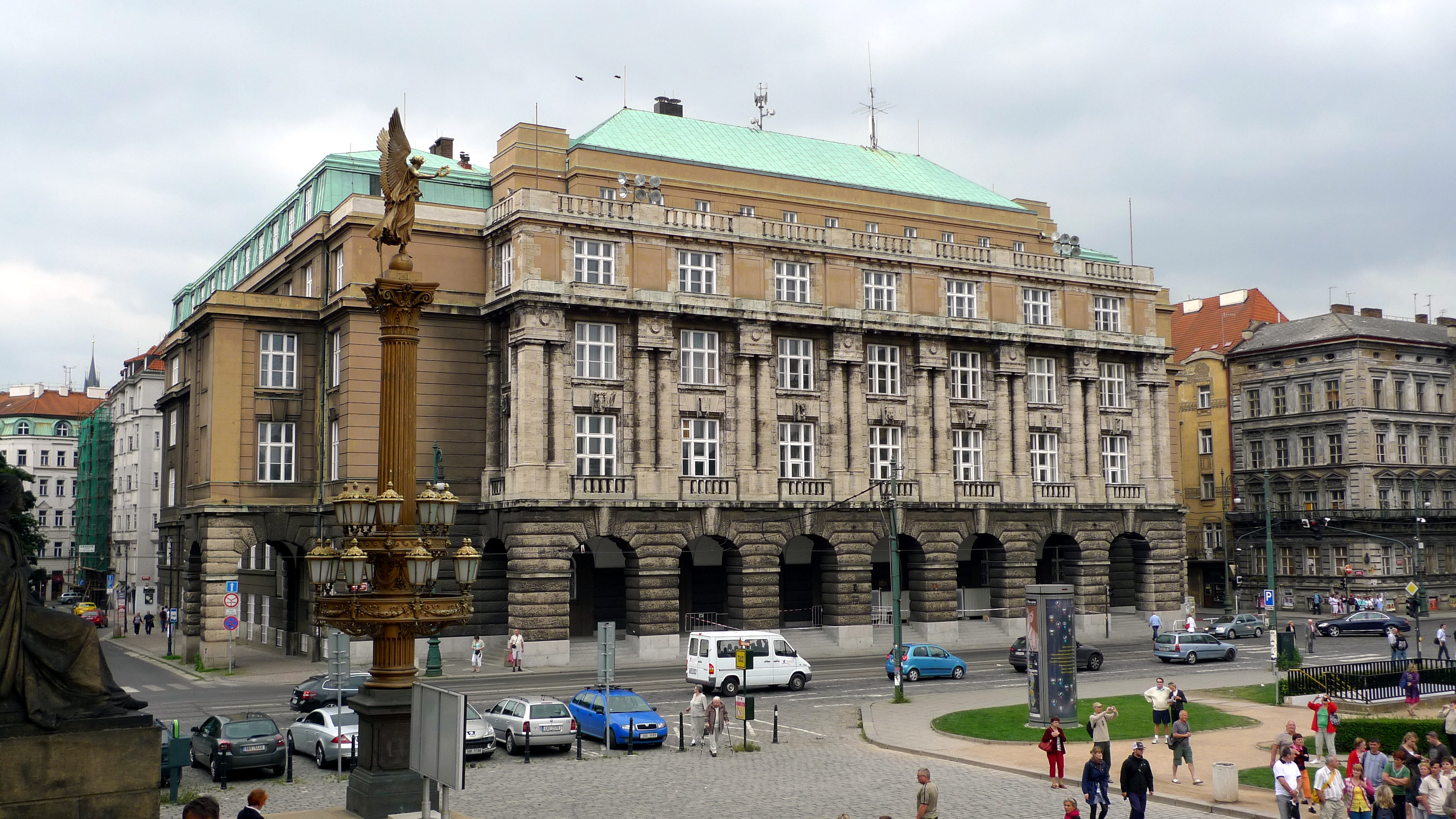
Hlavní budova Filozofické fakulty UK v Praze na náměstí Jana Palacha, 1924–1930
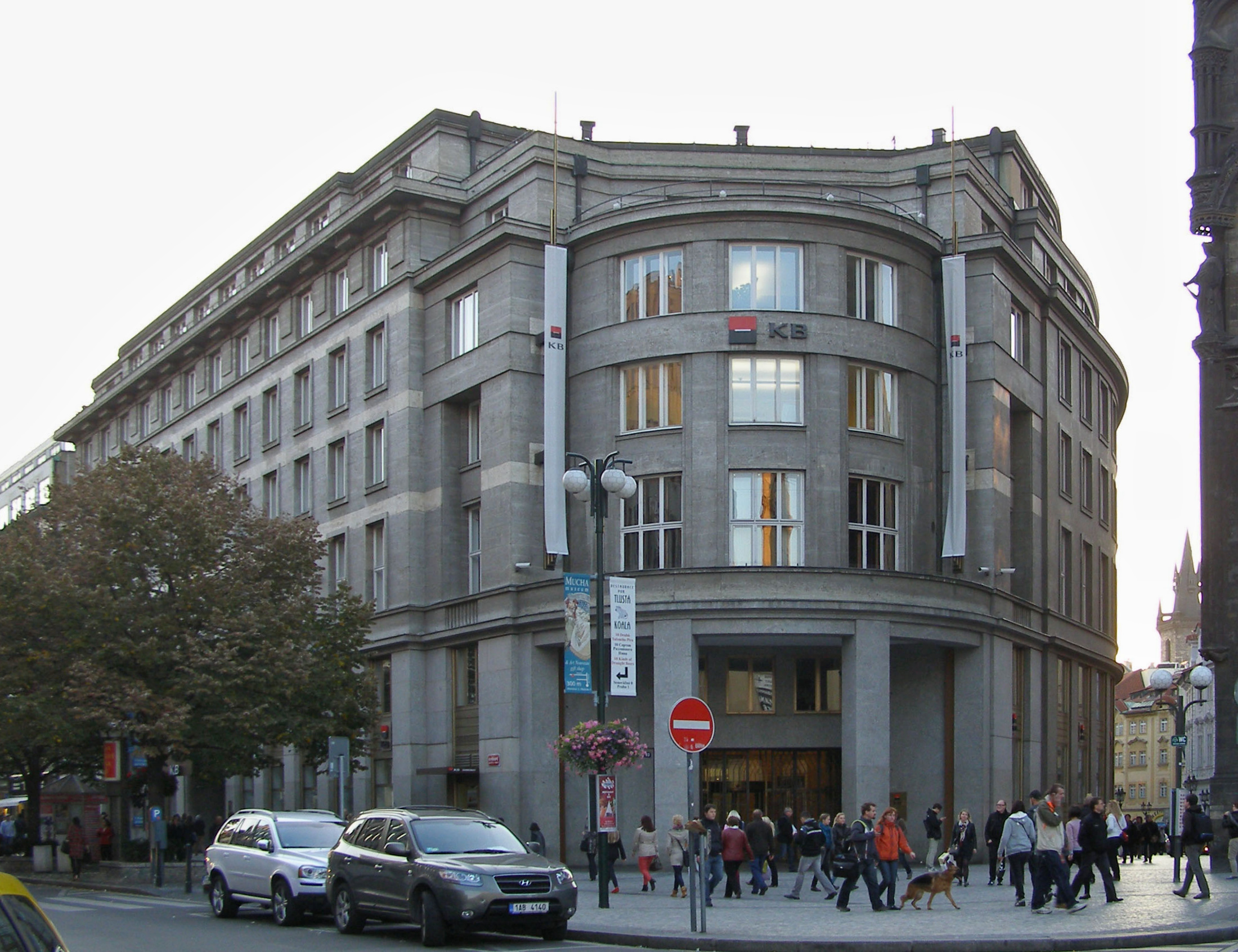
Česká eskomptní banka a úvěrový ústav, Praha 1-Staré Město, č. p. 969, Na příkopě 33, 35, Celetná 40, novoklasicistní bankovní palác – dnes sídlo Komerční banky. Spoluautoři: Karl Jaray, Rudolf Hildebrand, Ernst Gotthilf, Alexander Neumann, 1930–1932